# Фарина I (Кротоне)
Фарина I је насеље у Италији у округу Кротоне, региону Калабрија.
Према процени из 2011. у насељу је живело 107 становника. Насеље се налази на надморској висини од 56 м.